# Eberhard Dülfer
Eberhard Dülfer (* 14. März 1924 in Elberfeld, heute Wuppertal; † 26. Mai 2016) war ein deutscher Ökonom.

## Leben
Dülfer wuchs als siebentes Kind einer großbürgerlichen Familie auf, besuchte das humanistische Gymnasium, meldete sich im Alter von 17 Jahren zur Kriegsmarine und überlebte zwei Schiffsuntergänge. Ab 1950 studierte Dülfer Volkswirtschaftslehre in Marburg und wurde dort 1956 mit dem Thema „Typencharakter und Größenentwicklung der gewerblichen Kreditgenossenschaften in Westdeutschland“ promoviert. Nach seiner Habilitation an der Philipps-Universität Marburg wirkte Dülfer als Privatdozent an der Philipps-Universität Marburg.
1964 wurde er Ordinarius für Allgemeine Betriebswirtschaftslehre sowie Industrie und Treuhandwesen an der Technischen Hochschule Darmstadt. 1967 wurde er an die Universität Marburg berufen. Dort leitete er bis zu seiner Emeritierung die Abteilung für Allgemeine Betriebswirtschaftslehre und Industriebetriebslehre. Von 1967 bis 1991 war Dülfer zudem Direktor des Instituts für Kooperation in Entwicklungsländern und von 1967 bis 2000 Vorstandsmitglied des Instituts für Genossenschaftswesen an der Universität Marburg. Er hatte Gastprofessuren unter anderem an der Universität Venedig, ITESM Mexiko-Stadt, Universität Minsk, Universität Maribor, TU Chemnitz inne.
Am 19. Mai 2004 verlieh die Technische Universität Darmstadt auf Antrag des Fachbereichs Rechts- und Wirtschaftswissenschaften Dülfer in Anerkennung „seiner herausragenden wissenschaftlichen Leistungen auf den Gebieten der Allgemeinen Betriebswirtschaftslehre, des Genossenschaftswesens und des internationalen Managements sowie seiner besonderen Verdienste, die er sich durch die Anwendung seiner Forschungsergebnisse in internationalen Projekten der wirtschaftlichen Entwicklung erworben hat“, die Würde des Ehrendoktors. Dieselbe Würde erhielt Dülfer auch durch die Universität Kuopio. 2006 erhielt er die Jubiläums-Promotion der Universität Marburg. Er war Mitglied der Europäischen Akademie der Wissenschaften und Künste sowie der New York Academy of Sciences.
Er hat zahlreiche Werke veröffentlicht, darunter sein Lehrbuch „Internationales Management in unterschiedlichen Kulturbereichen“ – ein Standardwerk. Dülfer hat unter dem Titel „Leinen los!“ – Ein bewegtes Leben zu Wasser und zu Lande im Salzwasser-Verlag 2009 seine Lebenserinnerungen publiziert.

## Werke (Auswahl)
- International Management in Diverse Cultural Areas, 2. Aufl. zusammen mit Bernd Jöstingmeier, Oldenbourg Verlag, 2011, ISBN 978-3-486-59723-3.
- Internationales Management in unterschiedlichen Kulturbereichen, 6. Aufl. 2001; 7., vollst. überarb. Aufl., zusammen mit Bernd Jöstingmeier 2008.
- International Management in Diverse Culture Areas (engl./dtsch.) 1999, Verlag R. Oldenbourg München/Wien.
- Operational Efficiency of Agricultural Cooperatives in Developing Countries (FAO Publ. Nr. 91) Rom 1974 (engl./frz./span./arabisch).
- Betriebswirtschaftslehre der Genossenschaften und vergleichbarer Kooperative, 2. Aufl. Göttingen 1994.
- Guide on the Evaluation of Cooperative Organizations in Developing Countries (FAO Publ.) Rom 1981 (engl./dtsch.).
- International Handbook of Cooperative Organizations (Hrsg. zus. M. J. Laurinkari), Göttingen 1995.
- Organisationskultur, Phänomen-Philosophie-Technologie (Hrsg.) 2. Aufl. Stuttgart 1991.
- Dazu 20 weitere Bücher (in 6 Sprachen) und rund 145 Beiträge zu Sammelwerken; 80 in Zeitschriften; 47 Vorworte zu Büchern.